# 林汝珩

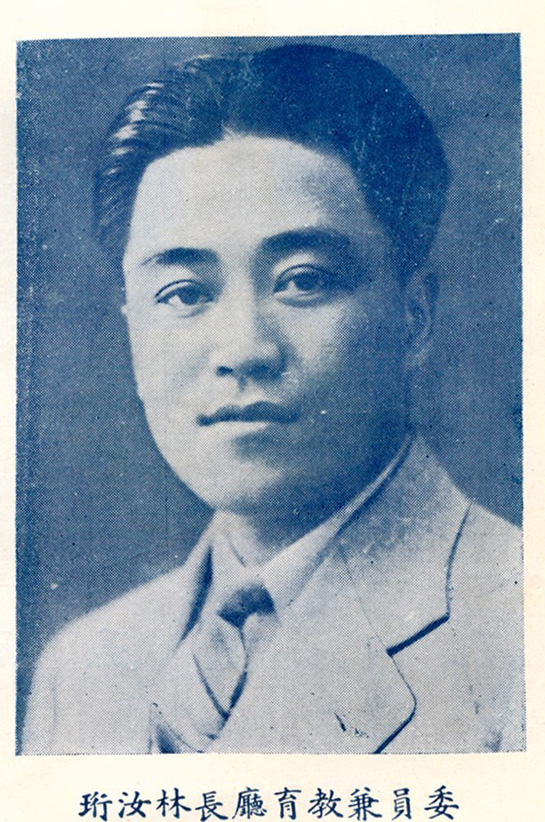

林汝珩（1907年—1959年1月15日），號碧城，曾為中華民國以及汪精衛政權官員，後從商。

## 生平
林汝珩畢業於廣州嶺南大學，後留學美國哥倫比亞大學。
曾任国民政府行政院秘书。1932年4月2日任国民政府侨务委员会委员。1933年12月16日任全国经济委员会秘书。1938年11月24日任行政院经济部参事。后投靠汪精衛。1939年任汪精衛中国国民党中央委员。1940年4月24日任日佔區广东省政府委员兼教育厅厅长。1943年2月3日出任新国民运动征进委员会委员，4月7日出任汪精衛政權国民政府政务参赞。1944年5月任汪精衛政權中央研究院委员。
二戰後林汝珩隱居上海。1947年與夫人住在天津，開始研究詞學。1948年初，林汝珩從天津移民香港，住在九龍漆咸道，夫人暫時留在天津。1949年送次子林仲嘉赴美，入讀美國哈佛大學。1950年代，「大隆建築」由陳德泰（大昌建築創辦人）、陳曾熙、林汝珩及康同倜與康立卿（康有為的侄子）在香港共同創辦。1950年代初，廖恩燾、劉景堂建立「堅社」，是香港的代表詞社之一，成員包括林汝珩。

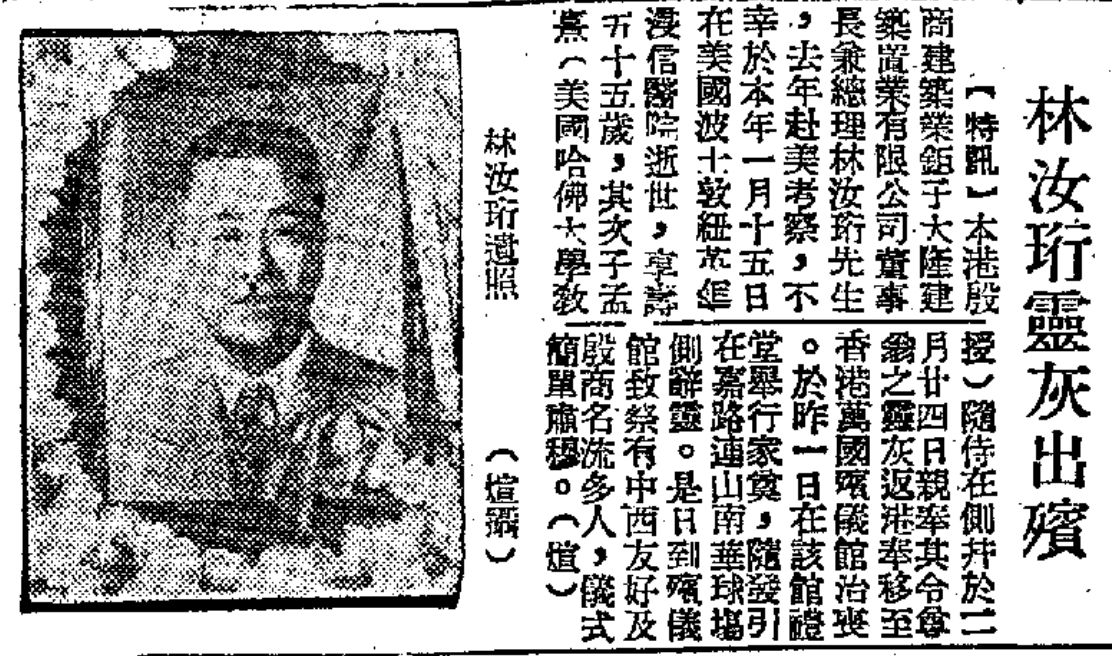
1959年3月2日《華僑日報》刊《林汝珩靈灰出殯》

1959年1月15日，林汝珩於美國波士頓因癌症逝世。

## 家庭
1927年林汝珩與吳堅（佩瑜）結婚。林汝珩有長子林孟熹（1928年生，2006年死）、女林縵華（1929年生於香港，2021年死於北京）、次子林仲嘉。